# إدمودو
إدمومدو (بالإنجليزية: Edmodo)‏ هي منصة تكنولوجيا تعليمية للمدارس والمعلمين من رياض الأطفال وحتى الصف الثاني عشر. قع مقرها في سان ماتيو بكاليفورنيا. تمكن المنصة المعلمين من مشاركة المحتوى وتوزيع الاختبارات والواجبات والتواصل مع الطلاب والزملاء وأولياء الأمور. إغلقت المنصة في 22 سبتمبر 2022.

## وصلات خارجية
- الموقع الرسمي
- موقع خارجي